# Dark Justice
Ne doit pas être confondu avec Le Juge de la nuit.
Dark Justice est un groupe fondé le 30 octobre 2014 à Newcastle upon Tyne. Il était composé de deux hommes, connus sous les pseudonymes de Scott et Callum, qui se faisaient passer en ligne pour des mineurs, généralement de 11 et 15 ans, afin de piéger des pédocriminels et les conduire devant la justice.

## Création du groupe
Dark Justice est composé de deux hommes utilisant les pseudonymes de Scott (né en 1991) et Callum (né en 1994).
Ils se sont rencontrés par l'intermédiaire du frère de Scott. Avant la création de Dark Justice, ils travaillaient dans l’industrie des médias numériques. Ils se consacrent ce projet de manière bénévole, travaillant parfois jusqu’à 15 à 17 heures par jour.
En avril 2021, Scott annonce la mort de Callum dans un « accident tragique» et que le groupe serait dissous.

## Mode d’action
Le groupe utilise des comptes sur les réseaux sociaux en se faisant passer pour des adolescents pour piéger des pédocriminels. Ses membres transmettent ensuite les preuves aux autorités judiciaires ou organisent des rendez-vous pour procéder à une arrestation citoyenne, en vertu d’une disposition légale britannique appelée « Citizen’s arrest »,,.
Lors des rencontres physiques avec les pédocriminels, les membres de Dark Justice portent des gilets pare-balles,.
Le groupe fait la promotion de ses actions en ligne via sa page Facebook, son site internet ou des vidéos diffusées sur YouTube.
Plusieurs groupes similaires sont actifs au Royaume-Uni : Midland Hunters, Public Justice, Guardians of the North, Stinson Hunter. D’autres, comme Shane Brannigan, agissent seuls. Les méthodes de ces groupes sont plus ou moins violentes et extralégales.

## Financement et soutien
Les membres de Dark Justice ne sont  pas rémunérés pour leur travail. En plus de leurs économies personnelles, ils reçoivent le soutien de leurs familles et de donateurs via leur site web, ce qui leur permet de financer leurs activités.
En 2017, un homme d’affaires anonyme leur a offert un bureau à Newcastle pour servir de nouvelle base d’opérations, ,,,,,,,.

## Bilan
Les preuves récupérées par le groupe ont été utilisées devant les tribunaux et ont permis d’obtenir des poursuites contre plus de 80 pédocriminels, dont Roger Lee, Barry Scott, Muhammad Saleem ou David Hanson. En mai 2018, l’Evening Chronicle rapporte que Dark Justice a permis plus de 150 arrestations et l’emprisonnement de plus de 40 pédocriminels.

## Liens avec la justice et la police
À la mi-2017, Dark Justice a remporté une victoire historique en obtenant un jugement de la Haute Cour leur permettant de poursuivre leur travail. Le juge, sir Brian Frederick James Langstaff (en) a conclu que les membres de Dark Justice avaient « agi en tant que citoyens privés en ces circonstances ».
Dark Justice déclare alors : « Cela aurait pu être terrible, mais nous sommes ravis que le juge se soit rangé à nos côtés ».